# Campeonato Europeu de Atletismo em Pista Coberta de 2013 - 60 m feminino
A prova dos 60 metros feminino do Campeonato Europeu de Atletismo em Pista Coberta de 2013 foi disputada entre 2 e 3 de março de 2013 no Scandinavium em Gotemburgo, Suécia.

## Recordes
Antes desta competição, os recordes mundiais e do campeonato nesta prova eram os seguintes:
|                       | Nome            | Nacionalidade | Tempo | Local | Data                                           |
| --------------------- | --------------- | ------------- | ----- | ----- | ---------------------------------------------- |
| Recorde mundial       | Irina Privalova | Rússia        | 6s 92 | Madri | 11 de fevereiro de 1993 9 de fevereiro de 1995 |
| Recorde do campeonato | Nelli Cooman    | Países Baixos | 7s 00 | Madri | 23 de fevereiro de 1986                        |
| Recorde europeu       | Irina Privalova | Rússia        | 6s 92 | Madri | 11 de fevereiro de 1993 9 de fevereiro de 1995 |

## Medalhistas
| Ouro                 | Prata                | Bronze            |
| Mariya Ryemyen (UKR) | Myriam Soumaré (FRA) | Ivet Lalova (BUL) |

## Cronograma
Todos os horários são locais (UTC+2).
| Data       | Hora  | Evento    |
| ---------- | ----- | --------- |
| 2 de março | 13:35 | Bateria   |
| 3 de março | 16:30 | Semifinal |
| 3 de março | 18:15 | Final     |

## Resultados

### Bateria
Qualificação: 4 atletas de cada bateria  (Q) mais os  4 melhores qualificados (q).  
| Posição | Bateria | Atleta                    | Nacionalidade | Tempo | Notas                |
| ------- | ------- | ------------------------- | ------------- | ----- | -------------------- |
| 1       | 3       | Mariya Ryemyen            | Ucrânia       | 7.12  | Q                    |
| 1       | 1       | Verena Sailer             | Alemanha      | 7.12  | Q                    |
| 3       | 2       | Ezinne Okparaebo          | Noruega       | 7.13  | Q,                   |
| 4       | 1       | Dafne Schippers           | Países Baixos | 7.15  | Q,                   |
| 5       | 1       | Ivet Lalova               | Bulgária      | 7.16  | Q,                   |
| 6       | 3       | Myriam Soumaré            | França        | 7.16  | Q,                   |
| 7       | 2       | Asha Philip               | Reino Unido   | 7.19  | Q                    |
| 8       | 2       | Katerina Cechova          | Chéquia       | 7.25  | Q                    |
| 8       | 1       | Hanna-Maari Latvala       | Finlândia     | 7.25  | Q,                   |
| 10      | 1       | Audrey Alloh              | Itália        | 7.30  | q,                   |
| 10      | 2       | Nataliya Pohrebnyak       | Ucrânia       | 7.30  | Q,                   |
| 12      | 2       | Amy Foster                | Irlanda       | 7.33  | q                    |
| 13      | 3       | Jamile Samuel             | Países Baixos | 7.34  | Q                    |
| 14      | 1       | Yuliya Katsura            | Rússia        | 7.36  | q                    |
| 15      | 3       | Barbora Procházková       | Chéquia       | 7.40  | q                    |
| 16      | 1       | Folake Akinyemi           | Noruega       | 7.41  | Recorde da temporada |
| 16      | 2       | Ilenia Draisci            | Itália        | 7.41  |                      |
| 16      | 3       | Gloria Hooper             | Itália        | 7.41  |                      |
| 16      | 3       | Tatjana Lofamakanda Pinto | Alemanha      | 7.41  |                      |
| 20      | 3       | Mujinga Kambundji         | Suíça         | 7.42  |                      |
| 21      | 2       | Ramona Papaioannou        | Chipre        | 7.48  |                      |
| 22      | 1       | Aksel Demirtaş-Gürcan     | Turquia       | 7.66  |                      |
| 23      | 2       | Rebecca Camilleri         | Malta         | 7.74  | SB                   |
| 24      | 3       | Tezdzhan Naimova          | Bulgária      | 7.12  | Q                    |

### Semifinal
Qualificação: classificaram-se  os 4 melhores de cada bateria (Q). 

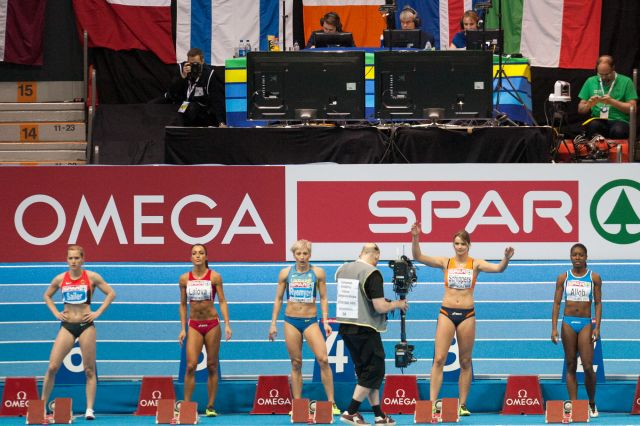
Começando a formação da primeira semifinal.

| Posição | Bateria | Atleta              | Nacionalidade | Tempo | Notas           |
| ------- | ------- | ------------------- | ------------- | ----- | --------------- |
| 1       | 2       | Myriam Soumaré      | França        | 7.07  | Q               |
| 2       | 1       | Mariya Ryemyen      | Ucrânia       | 7.10  | Q,              |
| 3       | 1       | Ivet Lalova         | Bulgária      | 7.14  | Q, =            |
| 4       | 2       | Asha Philip         | Reino Unido   | 7.17  | Q               |
| 5       | 1       | Verena Sailer       | Alemanha      | 7.18  | Q               |
| 6       | 1       | Dafne Schippers     | Países Baixos | 7.18  | Q               |
| 7       | 2       | Ezinne Okparaebo    | Noruega       | 7.19  | Q               |
| 8       | 1       | Katerina Cechova    | Chéquia       | 7.26  |                 |
| 8       | 2       | Jamile Samuel       | Países Baixos | 7.26  | Recorde pessoal |
| 10      | 2       | Nataliya Pohrebnyak | Ucrânia       | 7.31  |                 |
| 11      | 1       | Audrey Alloh        | Itália        | 7.33  |                 |
| 12      | 2       | Hanna-Maari Latvala | Finlândia     | 7.34  |                 |
| 13      | 1       | Amy Foster          | Irlanda       | 7.37  |                 |
| 14      | 2       | Barbora Procházková | Chéquia       | 7.42  |                 |
| 15      | 1       | Yuliya Katsura      | Rússia        | 7.43  |                 |
| 16      | 2       | Tezdzhan Naimova    | Bulgária      | 7.11  | Q,              |

### Final
A final foi realizada às 18:15 no dia 3 de março de 2013. Inicialmente o vencedor da final foi a búlgara Tezdzhan Naimova, porém, utilizou do esteroide drostanolone durante a competição, substancia essa proibida. Em setembro de 2013, ela foi oficialmente despojada do ouro do Campeonato Europeu Indoor Indoor 60m. A ucraniana Mariya Ryemyen, que terminou em segundo lugar na final de Gotemburgo, foi declarada medalha de ouro, com a francesa Myriam Soumaré ficando com a medalha de prata e a búlgara Ivet Lalova com a de bronze.

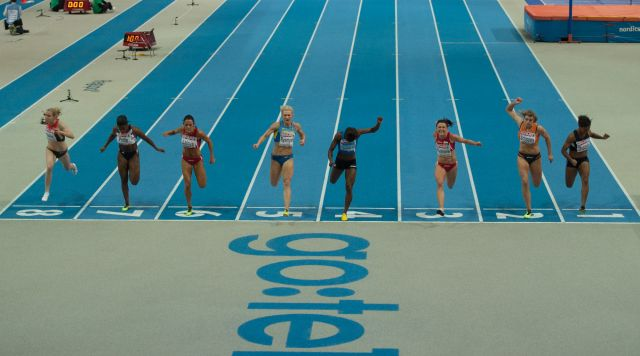
A final dos 60 m rasos feminino.

| Posição           | Raia | Atleta           | Nacionalidade | Tempo | Notas           |
| ----------------- | ---- | ---------------- | ------------- | ----- | --------------- |
| Medalha de ouro   | 5    | Mariya Ryemyen   | Ucrânia       | 7.10  | =               |
| Medalha de prata  | 4    | Myriam Soumaré   | França        | 7.11  |                 |
| Medalha de bronze | 6    | Ivet Lalova      | Bulgária      | 7.12  | Recorde pessoal |
| 4                 | 2    | Dafne Schippers  | Países Baixos | 7.14  | Recorde pessoal |
| 5                 | 7    | Asha Philip      | Reino Unido   | 7.15  | =               |
| 6                 | 1    | Ezinne Okparaebo | Noruega       | 7.16  |                 |
| 7                 | 8    | Verena Sailer    | Alemanha      | 7.16  |                 |
| DSQ               | 3    | Tezdzhan Naimova | Bulgária      | 7.10  | Recorde pessoal |

Legenda
| Recorde mundial       | Recorde mundial (World record)               |                       | Recorde africano                      | Recorde africano (African) |                                           | Q | Classificado por posição (Qualified) |
| Recorde do campeonato | Recorde do campeonato (Championship record)  | Recorde da América    | Recorde da América (Americas)         | q                          | Classificado por melhor tempo (Qualified) |   |                                      |
| Melhor marca do ano   | Melhor marca do ano (World leading)          | Recorde asiático      | Recorde asiático (Asian)              | DNS                        | Não largou (Did not start)                |   |                                      |
| Recorde nacional      | Recorde nacional (National record)           | Recorde europeu       | Recorde europeu (European)            | DNF                        | Não terminou (Did not finish)             |   |                                      |
| Recorde pessoal       | Recorde pessoal do atleta (Personal best)    | Recorde da Oceania    | Recorde da Oceania (Oceania)          | DSQ / DQ                   | Desclassificado (Disqualified)            |   |                                      |
| Recorde da temporada  | Recorde da temporada do atleta (Season best) | Recorde sul-americano | Recorde sul-americano (South America) | NM                         | Sem marca (No mark)                       |   |                                      |